# Prokop Šupich
Prokop Šupich (19. prosince 1870 Německý Brod – 1. října 1947 Havlíčkův Brod) byl český architekt, stavitel a v letech 1922–1927 starosta Havlíčkova Brodu.

## Život
Prokop Šupich byl absolventem Českého vysokého učení technického v Praze, žákem Josef Schulze (1888–1897) a poté Otto Wagnera (1897–1999) na vídeňské Akademii výtvarných umění (Akademie der bildenden Künste Wien). Po svém otci převzal v Havlíčkově Brodě významnou stavební firmu.
V roce 1922 kandidoval do městského zastupitelstva za stranu Národně demokratickou. Národní demokraté skončili ve volbách druzí, ale podařilo se jim získat pozici starosty města pro Prokopa Šupicha. Funkci vykonával celé volební období až do roku 1926. Volby v září 1926 ho z druhého místa na kandidátce Národní demokracie opět vynesly do řad městského zastupitelstva, ale v tomto období byl jen řádným členem. V roce 1931 skončil svou působnost v obecním zastupitelstvu a v dalších letech již nekandidoval. Jeho ambice se uplatňovaly o stupínek výše, v zastupitelstvu okresním.

## Soukromý život
Byl prvorozeným synem architekta a stavitele Josefa Šupicha. Od svého mládí byl veden k převzetí rodinné stavební firmy v Havlíčkově Brodě. Vystudoval německobrodské gymnázium a nastoupil do Prahy na pozemní stavitelství, kde následoval svého otce. O pět let později se oženil s Emílií Hirschovou, dcerou továrníka v Rokycanech.

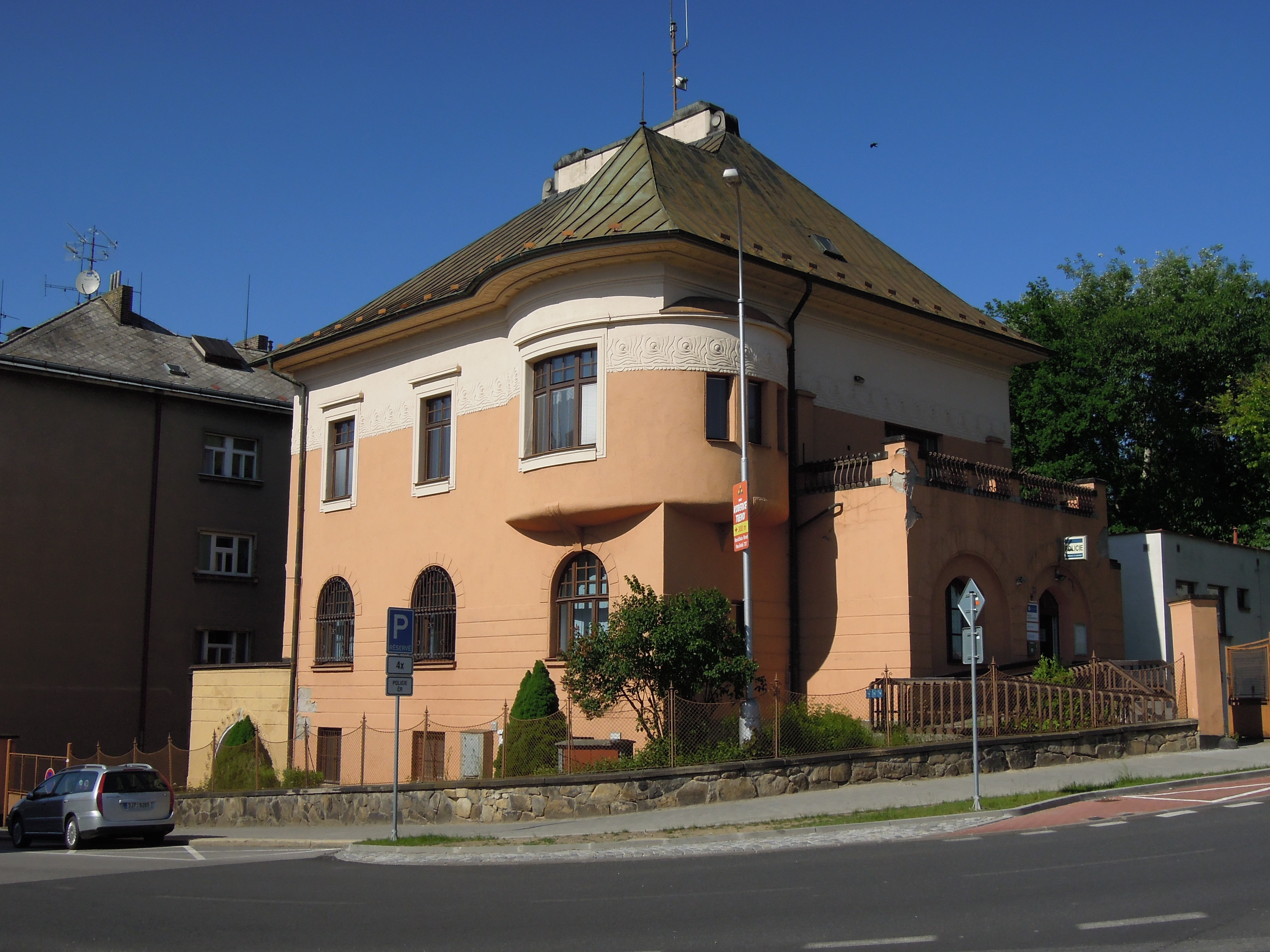
Šupichova vila, Nádražní ul.

## Vybrané stavby
- Vila Jana Svobody, Masarykova čp. 2190, Havlíčkův Brod (1907)[5][6]
- Šupichova vila, Nádražní ulice, Havlíčkův Brod (1909)
- Šteflíčkova vila u přítoku rybníka Hastrman, Havlíčkův Brod (1912)[7]
- Úpravy radnice, Havlíčkův Brod (1913),
- Nájemní dům, Tychonova, Na Valech čp. 44/IV., Praha – Hradčany (1929–1930)[8]
- vila Dr. Neudorfla, Nádražní ulice, Havlíčkův Brod
- Kolumbárium a Husův sbor, Havlíčkův Brod[9]